# Vincent Le Quellec
Vincent Le Quellec (Lannion, 8 de febrer de 1975) va ser un ciclista francès especialista en pista. Va guanyar dues medalles d'or als Campionat del món de velocitat per equips.

## Palmarès
- 1996
  -  Campió d'Europa sub-23 en Velocitat per equips (amb Arnaud Tournant i Damien Gerard)
- 1997
  -  Campió del món velocitat per equips (amb Arnaud Tournant i Florian Rousseau)
- 1998
  -  Campió del món velocitat per equips (amb Arnaud Tournant i Florian Rousseau)
- 2001
  -  Campió de França en Keirin

### Resultats a laCopa del Món
- 1998
  - 1r a Hyères, en Velocitat per equips
- 1999
  - 1r a Cali, en Velocitat per equips